# Aberdeen-Skandal
Der Aberdeen-Skandal war eine Affäre im Jahr 1996, die sich nach dem Bekanntwerden von Vergewaltigung und sexueller Belästigung von Rekrutinnen durch männliche Ausbilder auf dem Aberdeen Proving Ground entwickelte, einer Ausbildungseinrichtung der United States Army im Bundesstaat Maryland.
Nachdem eine Rekrutin im September 1996 einen Fall sexueller Belästigung in der Trainingsbasis des Aberdeen Proving Ground gemeldet hatte, leitete die US-Army eine Untersuchung ein. Am 7. November 1996 gab der damalige Chief of Staff of the Army Dennis Reimer bekannt, dass fünf Ausbilder wegen verschiedenen Formen sexueller Belästigung von Soldatinnen unter ihrer Aufsicht angeklagt wurden. Der Offizier Derrick Robertson und der Staff Sergeant Delmar Simpson wurden unter anderem wegen Vergewaltigung und Strafvereitelung vor das Militärgericht gestellt. Gegen den Staff Sergeant Nathanael Beech wurde der Vorwurf der ungebührlichen Beziehung mit Untergebenen erhoben. Mit zwei anderen Ausbildern wurde außergerichtlich verfahren, sie wurden des ungebührlichen Verhaltens beschuldigt. 15 weitere Ausbilder des Aberdeen Proving Ground wurden vom Dienst suspendiert.
Robertson, der ranghöchste der angeklagten Soldaten, wurde im März 1997 zu einer Freiheitsstrafe von vier Monaten verurteilt und vom Militär entlassen, nachdem er sich unter anderem der „Sodomie“ und des Ehebruchs als schuldig bekannt hatte. Als Gegenleistung für das Schuldeingeständnis ließen die Militärstaatsanwälte die Anklage wegen Vergewaltigung fallen.
Staff Sergeant Simpson wurde nach einem zweiwöchigen Prozess im April 1997 der 18-fachen Vergewaltigung von sechs Rekrutinnen und 29 anderer Verbrechen überwiegend sexueller Natur im Zeitraum zwischen 1995 und 1996 von einer sechsköpfigen Jury für schuldig befunden. Im Mai 1997 wurde er zu einer Haftstrafe von 25 Jahren verurteilt.